# Kościół Matki Boskiej Szkaplerznej w Druskienikach
Kościół Matki Boskiej Szkaplerznej w Druskienikach, lit. Druskininkų Švč. Mergelės Marijos Škaplierinės bažnyčia – kościół rzymskokatolicki znajdujący się w Druskienikach zaprojektowany przez Stefana Szyllera w stylu neogotyku, wybudowany w latach 1912-1931.

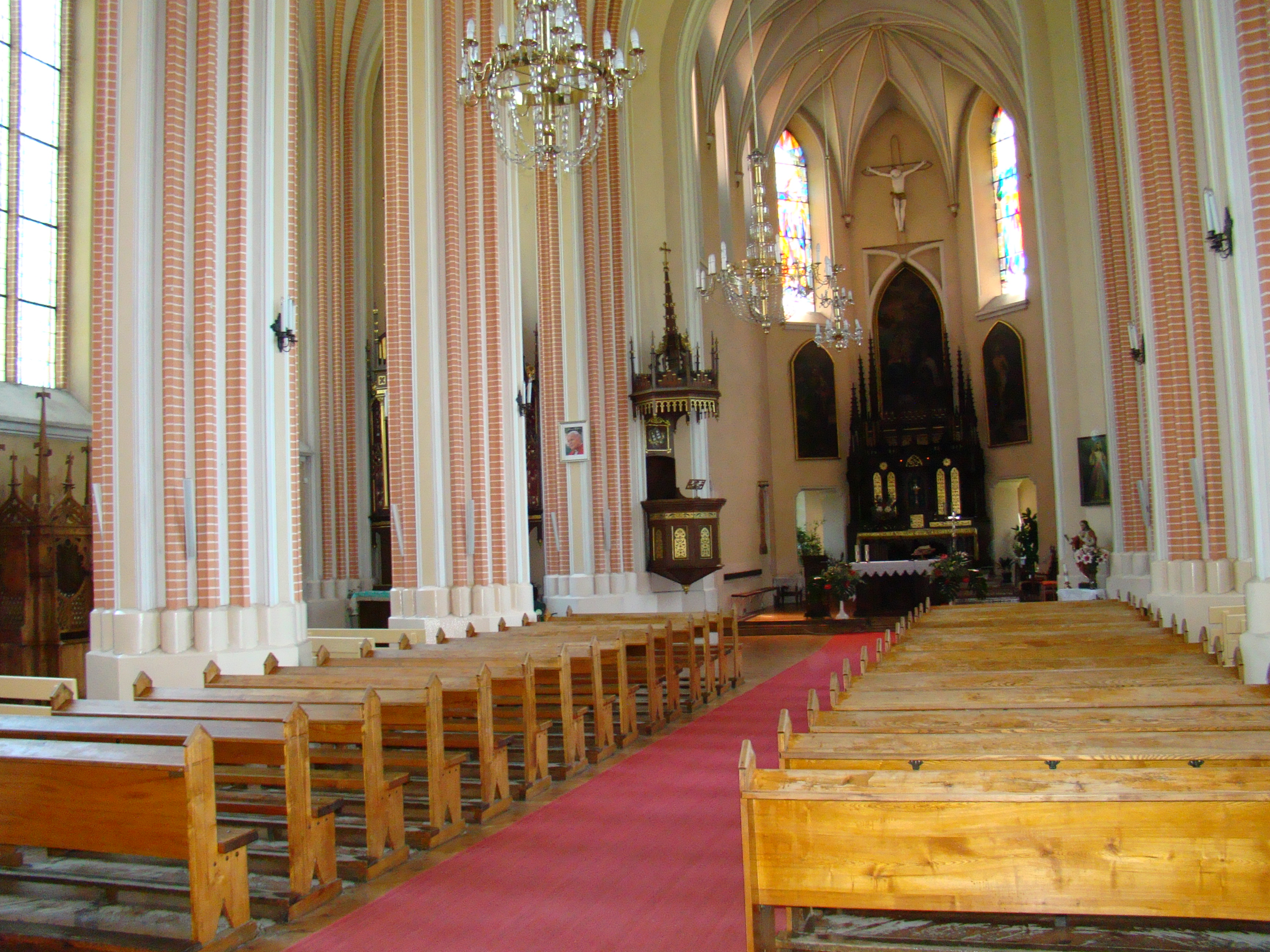
Wnętrze kościoła

Wewnątrz znajdują się obrazy: „Matka Boska z Dzieciątkiem i św. Janem Chrzcicielem” z około 1600 roku pochodzi z kościoła karmelitów w Grodnie, „Św. Antoni” z 2 połowy XVII wieku, oraz „Św. Augustyn" z XVIII wieku. Świątynia jest trójnawowa, jej fasadę zdobi rzeźba Chrystusa Błogosławiącego autorstwa K. Patamsisa z 1991 roku.
Rzeźba Chrystus Ukrzyżowany z 2 ćw. XVIII wieku w ołtarzu bocznym pochodzi z ołtarza głównego nieistniejącego kościoła karmelitów w Grodnie.